# Милагреш (Лейрия)
Милагреш (порт. Milagres) — район (фрегезия) в Португалии, входит в округ Лейрия. Является составной частью муниципалитета Лейрия. По старому административному делению входил в провинцию Бейра-Литорал. Входит в экономико-статистический субрегион Пиньял-Литорал, который входит в Центральный регион. Население составляет 2961 человек на 2001 год. Занимает площадь 16,02 км².
Покровителем района считается Иисус Христос (порт. Sr. Jesus dos Milagres).